# Споменик жртвама фашизма на Алмашком гробљу
Споменик жртвама фашизма на Алмашком гробљу је споменик Српске православне цркве посвећен жртвама фашизма у Новом Саду. Првобитно је био постављен на простору Трга Марије Трандафил као спомен обележје жртвама бомбардовања Новог Сада, током револуције 1848. године. После Другог светског рата споменик је премештен на гробље и извршена је промена комеморативне меморијалне функције. 

## Историја
Монументални мермерни крст на постаменту направљен је од црвеног ердељског мермера. Првобитно је био постављен тадашњег Житног трга, односно на простору данашњег Трга Марије Трандафил у Новом Саду. Око крста била је кована ограда и четири фењера. 
Споменик је подигла Српска православна црква 1852. године, као спомен обележје жртвама бомбардовања Новог Сада 12. јуна 1848. године. Након Другог светског рата, одлучено је да се споменик премести на Алмашком гробљу, на којем се и данас налази. Недуго потом, Српска православна општина донела је одлуку да на постамент крста уклеса текст: „Жртвама фашизма сахрањеним на овом гробљу 1941-1944. Српска православна општина у Новом Саду 1956 г.” Тиме је симболика и посвећеност споменика измењена, јер је првобитно споменик подигнут жртвама бомбардовања пренамењен у спомен обележје посвећено жртвама фашизма.
Године 2021. у знак сећања на Новосађане убијене током првих седмица окупације Новог Сада 1941, одржали су помен жртвама и освештали табле с именима 179 страдалих, које је поставио градски Завод за заштиту споменика културе. Том приликом су из завода саопштили да постоје подаци о 179 жртава али да је број невиних жртава вероватно много већи. Такође, наведено је, да „се чини да су жртве биране насумично, њихови докази показују супротно, те подсећају да су окупационе трупе Краљевине Мађарске ушле у Нови Сад из правца Темеринске улице, а да су исценирани напади на трупе били основ за ликвидацију недужних цивила, који су означени као четнички добровољци”.